# Hoszcza (gmina)
Hoszcza (lub Diatkowicze) – dawna gmina wiejska istniejąca do 1939 roku w woj. wołyńskim (obecnie na Ukrainie). Siedzibą gminy była Hoszcza (Гоща).
12 maja 1920 r. gmina Hoszcza wraz z miasteczkiem Hoszcza została wyłączona z powiatu ostrogskiego i przyłączona do powiatu rówieńskiego. 12 grudnia 1933 roku do gminy Hoszcza przyłączono część obszaru zniesionej gminy Majków a także (nie znoszonych) gmin Tuczyn i Buhryń, natomiast część obszaru gminy Hoszcza włączono do  gminy Międzyrzec.
Według stanu z dnia 4 stycznia 1936 roku gmina składała się z 21 gromad. Po wojnie obszar gminy Hoszcza wszedł w struktury administracyjne Związku Radzieckiego.
Gromady gminy Hoszcza w 1939:
- Baszyna
- Borszczówka
- Czudnica
- Duliby
- Hłuboczek
- Hoszcza (miasteczko)
- Hoszcza (wieś)
- Krasnosiele
- Kurozwany
- Lidawka
- Majków
- Ostaszówka
- Paszuki
- Rusywel
- Sapożyn
- Siniów
- Symonów
- Terentijów
- Tudorów
- Witków
- Żawrów.

Zobacz też: gmina Huszcza